# BEDA – Bureau of European Design Associations
BEDA – Bureau of European Design Associations ist eine Non-Profit-Organisation mit über 50 Mitgliedern in 28 europäischen Ländern.
Der Verein wurde 1969 gegründet, um als Dachverband die nationalen Interessenverbände für professionelle Designschaffende zu vernetzen. 

## Mitglieder
Zu den Mitgliedern gehören öffentlich finanzierte Designorganisationen sowie Berufs- und Handelsverbände, die allesamt Design auf nationaler oder regionaler Ebene fördern.

## Organisation
Der Vorstand koordiniert die Umsetzung der Strategie der Organisation, die gemeinsam mit den BEDA-Mitgliedern entwickelt wird.
Zum Vorstand von BEDA gehören auch der Präsident und der Vizepräsident. 

## Engagement
BEDA fungiert auch als Beratungsinstanz der Europäischen Kommission, insbesondere im Zusammenhang mit der Initiative Neues Europäisches Bauhaus und Pact4Skills.
BEDA ist Herausgeber der European Design Report, einer statistischen Auswertung in 37 europäischen Ländern über Design als Wirtschaftsfaktor. Die Datenerhebung wurde von designaustria erhoben.